# Polychytriomycetes
Polychytriomycetes é uma classe monotípica de fungos do grupo dos quitrídios, pertencente à divisão Chytridiomycota, cuja única ordem é Polychytriales, com três famílias.

## Descrição
Apresentam talo policêntrico ou monocêntrico, com as espécies monocêntricas com múltiplos eixos rizoidais. Zoósporos móveis esféricos, geralmente > 4 μm de diâmetro, com ou sem tampão flagelar e esporão do cinetossoma; 0–3 raízes de microtúbulos presentes; centríolo não flagelado igual ou maior que o diâmetro e ligado ao cinetossoma em toda a sua extensão. Culturas crescem em quitina. Os membros deste grupo habitam principalmente no solo e na água doce.

## Classificação
Na sua presente circunscrição taxonómica o grupo apresenta a seguinte estrutura:
- Polychytriomycetes
  - Polychytriales
    - Arkayaceae
    - Karlingiomycetaceae
    - Polychytriaceae